# Csemali járás
A Csemali járás (oroszul Чемальский район, délajtáj nyelven Чамал аймак) Oroszország egyik járása az Altaj köztársaságban. Székhelye Csemal.

A Csemali járás az Altaj Köztársaságban

## Története
A járás 1992-ben vált ki a Sebalinói járásból.

## Népesség
- 2002-ben 9023 lakosa volt, akik közül 5823 orosz, 2825 altaj (5 tubalárral, 4 cselkánnal és 2 telengittel együtt), 89 ukrán stb.
- 2010-ben 9441 lakosa volt, akik közül 6319 orosz, 2620 altaj (20 telengittel, 9 tubalárral és 4 cselkánnal együtt), 71 ukrán, 33 kazah, 26 tatár, 24 üzbég, 20 koreai, 20 kumundi, 19 német.